# Người phán xử
Người phán xử (tiếng Hebrew: הבורר, Ha-Borer) là một bộ phim truyền hình Israel thuộc thể loại tội phạm, phát sóng trong khoảng thời gian từ 2007 đến 2014.

## Nội dung
Truyện phim kể về Nadav Feldman, một nhân viên hoạt động xã hội trên bước đường tìm người cha đẻ của mình và anh không ngờ đó lại là một ông trùm xã hội đen. Sự hiện diện của Nadav Feldman đã làm thay đổi số phận nhiều thành viên trong gia tộc tội phạm của ông ta.

## Diễn viên
- Baruch "Người Phán Xử" Asulin (Moshe Ivgy) - Ông trùm.
- Nadav Feldman (Yehuda Levi) - một nhà công tác xã hội đã phát hiện ra Baruch là cha đẻ anh.
- Avi "Hung Đồ" Asulin (Shlomi Koriat) -con trai của Baruch là 1 người anh em cùng cha khác mẹ với Nadav
- Yigal "Phát Xít" Mizrahi (Uri Gavriel) - kẻ thù từng là bạn thân Baruch.
- Amram "Chó Điên" Hashbian (Yossef Abu Varda) - Bạn và là cánh tay phải đắc lực của Baruch.
- Gila Asulin (Hanna Azoulay-Hasfari) - Đệ nhất Phu nhân của Baruch-mẹ của Avi.
- Naomi "Thìa" Asulin (Lirit Balaban) - con gái của Baruch và Gila.
- Pavel và Nikola Kovlova (Michael Rozhetzky và Shalom Michaelshvili) - Từng là thuộc hạ thân cận của Baruch và là bạn thân của Avi sau làm phản và theo Yigal.
- Irena Kovlova (Ania Bukstein) - Em gái Pavel và Nikola, tình nhân của Nadav.
- Limor "Kuki" Goldman (Neta Garti) - Tình nhân của Avi's.
- Ron "The Persian" Hashbian (Tzion Baruch) - một trong những tay sai của Baruch.
- Menachem Madmoni (Uri Klausner) - điều tra viên phụ trách điều tra băng nhóm của Baruch.
- Yossi Asulin (Shaul Mizrahi) - anh trai Baruch.
- Oshrit Asulin (Dana Ivgy) - con gái Yossi. (Ngoài đời thực, Dana là con gái của Moshe Ivgy.)
- Amos Faruki (Yaakov Cohen) - một cựu chiến binh có mối quan hệ với Baruch, Yossi và Yigal.
- Itzik Sasa (Dror Geva) - Trợ lý và là chồng của Naomi.
- Shimi Angel (Igal Adika) - người quen gia đình nhà Asulin, có mong ước làm kẻ giết thuê.
- Idan Romi (Aviv Alush) - một trong những tay sai của Baruch.
- Nir (Yon Tumarkin) - đặc vụ bắn tỉa.